# Pioverna
Il torrente Pioverna è un corso d'acqua della Provincia di Lecco. 

## Idrografia
Nasce dalla Grigna Settentrionale nei pressi della Bocchetta di Campione (1.813 m) ed attraversa buona parte dell'altopiano della Valsassina. È un corso d'acqua a carattere torrentizio, ed è definito un torrente "contrario" in quanto il suo corso procede da sud verso nord.
Confluisce nel lago di Como in località Bellano. All'altezza di Introbio riceve da destra le acque del torrente Acquaduro e poco oltre, sempre nel territorio di Introbio, le acque del torrente Troggia che precipitano nel Pioverna attraverso le cascate del Troggia. 
All'altezza di Taceno, riceve da destra le acque del torrente Maladiga. Giunto all'estremo nord dell'altopiano della Valsassina, a Taceno (550 m) località Tartavalle, il suo corso si fa ripido e fino a formare la cascata di Tartavalle dove si trova anche una piccola centrale idroelettrica. In seguito le acque del Pioverna si incuneano nell'Orrido di Bellano, spettacolare salto d'acqua che tra cascate, gole e pozze crea uno degli spettacoli naturali più suggestivi della zona.

## Flora e fauna
Le sue acque sono molto pescose e le specie ittiche presenti sono:
- trote fario (in abbondanza, anche se raramente superano i 30 cm)
- trote iridee (di immissione e si trovano nei vari campi gara)
- scazzoni

La tecnica di pesca che dà migliori risultati in ogni condizione d'acqua e di tempo è la pesca al tocco, seguita da quella a spinning e a mosca. Quest'ultima tecnica permette agli appassionati di trascorrere sulle rive di questo torrente giornate piene di catture facilitate anche da una schiusa di insetti regolare e abbondante.